# Elektrostatisk induktion
 For alternative betydninger, se Induktion.
Elektrostatisk induktion er en redistribution af et objekts elektriske ladning, forårsaget af indvirkning af ladninger på på andre objekter tæt ved.
Ved tilstedeværelsen af et ladet legeme, vil en isoleret leder få en positiv ladning på den ene ende - og en negativ ladning den anden ende.
Elektrostatisk induktion blev opdaget af den britiske videnskabsmand John Canton i 1753 og af den svenske professor Johan Carl Wilcke i 1762.
Elektrostatiske generatorer, såsom Wimshurst-maskinen, Van de Graaff-generatoren og elektroforen, anvender disse principper.
Ved elektrostatisk induktion, vil den elektrostatiske potential (spænding) være konstant på ethvert punkt på en leder.
Induktion kan også være årsagen til tiltrækningen af lette ikke-ledende objekter, såsom balloner, papir eller flamingostykker, til statisk elektriske ladninger. (Elektrostatisk induktion må ikke forveksles med elektromagnetisk induktion.)